# Racehorse (fleuve)
Le fleuve Racehorse  (en anglais : Racehorse River) est un cours d’eau de la région du Northland dans l’Île du Nord de la Nouvelle-Zélande.

## Géographie
Il s’écoule vers le sud-est pour se déverser dans le Whangaruru Harbour à 22 km à l’est de la ville de Paihia.